# Hattula
Hattula est une municipalité du sud de la Finlande, dans la région du Kanta-Häme et la province de Finlande méridionale.

## Géographie
La commune se situe au sud du grand lac Vanajavesi, faisant ainsi partie du bassin de la Kokemäenjoki. Elle est assez étendue, mais la moitié de la population se concentre dans son centre administratif Parola, qui est aussi une banlieue de la capitale provinciale Hämeenlinna (8 km, par la nationale ou par la nationale n°3 - E12). Helsinki est à 105 km et Tampere à 69 km.
Les municipalités voisines sont Hauho à l'est, Hämeenlinna au sud-est, Renko au sud, Tammela au sud-ouest, Kalvola au nord-ouest, et enfin côté Pirkanmaa Valkeakoski et Pälkäne au nord.

## Histoire
Hattula est connue pour abriter la petite église de la Sainte-Croix, la plus vieille de toute la province historique du Häme. Elle fut édifiée en tant qu'église catholique au XIVe siècle, convertie au luthéranisme au XVIe siècle. Elle n'est plus utilisée qu'exceptionnellement depuis la construction en 1857 de la nouvelle église, mais reste un site touristique significatif.
La commune a été formellement fondée en 1868, et en 1971 elle a absorbé sa petite voisine rurale Tyrväntö.

## Démographie
Depuis 1980, l'évolution démographique de Hattula est la suivante, :
| Année      | 1980  | 1985  | 1990  | 1995  | 2000  | 2005  |
| ---------- | ----- | ----- | ----- | ----- | ----- | ----- |
| population | 7 391 | 7 999 | 8 724 | 9 108 | 9 131 | 9 332 |

| Année      | 2010  | 2015  | 2020  |
| ---------- | ----- | ----- | ----- |
| population | 9 657 | 9 750 | 9 408 |

## Économie
Étant donné la proximité des grandes villes, les possibilités d'emploi ne manquent pas et le taux de chômage est comparable à la moyenne nationale, soit 8,5 %.
Le principal employeur est la brigade blindée de Finlande, la Panssariprikaati, basée à Hattula. Elle emploie 600 permanents et voit passer des milliers de militaires et de conscrits chaque année.
En 1961 a été inauguré un musée consacré à cette brigade.

### Principales entreprises
En 2021, les principales entreprises de Hattula par chiffre d'affaires sont :
| Société                            | C.A.  |
| ---------------------------------- | ----- |
| Elme Metall Finland Oy             | 12 M€ |
| Viima Inn Ltd Oy                   | 10 M€ |
| Verkonrakentaja Wire Oy            | 7 M€  |
| Milectria Power Oy                 | 7 M€  |
| Stema, Suomen Teollisuusmaalaus Oy | 6 M€  |
| Milectria Oy                       | 5 M€  |
| Sähkö Järvelä Oy                   | 4 M€  |
| Hammaslääkäri Richard Rydbeck      | 3 M€  |
| Turbogear Oy                       | 3 M€  |
| Tietopalvelu Group Oy              | 3 M€  |

### Employeurs
En 2021, les plus importants employeurs privés de Hattula sont:
| Employeur                          | Employés |
| ---------------------------------- | -------- |
| Turbogear Oy                       | 81       |
| Verkonrakentaja Wire Oy            | 40       |
| Stema, Suomen Teollisuusmaalaus Oy | 40       |
| Milectria Power Oy                 | 29       |
| Milectria Oy                       | 27       |
| Elme Metall Finland Oy             | 25       |
| Kuljetus Siukola Oy                | 21       |
| Sähkö Järvelä Oy                   | 17       |
| Viima Inn Ltd Oy                   | 17       |
| RaksaÄssä Oy                       | 17       |

## Administration

### Conseil municipal
Les 33 conseillers municipaux sont répartis comme suit:
| Parti     | Parti                              | Sièges 2021–2025 |
| --------- | ---------------------------------- | ---------------- |
|           | Parti social-démocrate de Finlande | 6                |
|           | Parti de la Coalition nationale    | 9                |
|           | Vrais Finlandais                   | 7                |
|           | Ligue verte                        | 1                |
|           | Parti du centre                    | 4                |
|           | Chrétiens-démocrates               | 2                |
|           | Vasemmistoliitto                   | 2                |
|           | Huomisen Hattula yhteislista       | 2                |
| Sources : |                                    |                  |

## Transports
Les liaisons routières les plus importantes traversant la municipalité sont la route nationale 3 et la route principale 57.
La voie ferroviaire principale de Finlande Helsinki-Tampere traverse aussi Parola, le centre-ville de la municipalité, où certains trains s'arrêtent.
De plus, la voie fluviale du Vanajavesi traverse la commune, le long de laquelle on peut se rendre à Hämeenlinna ou à Tampere, entre-autres.

## Lieux et monuments
- Nouvelle Église de Hattula
- Colline fortifiée de Tenhola
- Institut professionnel Tavastia
- Sacristie de Tyrväntö
- Église de la Sainte-Croix de Hattula
- Église de Tyrväntö

## Personnalités liées à la commune
- Carl Gustaf von Essen,
- Irwin Goodman,
- Hannu Hämäläinen,
- Jaakko Juteini,
- Arto Järvelä,
- Mika Järvinen,
- Niko Kapanen,
- Antti Kerälä,
- Antti Miettinen,
- Eero Ojanen,
- Pentti Pietilä,
- Lauri Aadolf Puntila,
- Mauri Sariola,
- Kaarina Suonio,
- Esko Tie,
- Hannu Toivonen,
- Juha Toivonen.

## Galerie

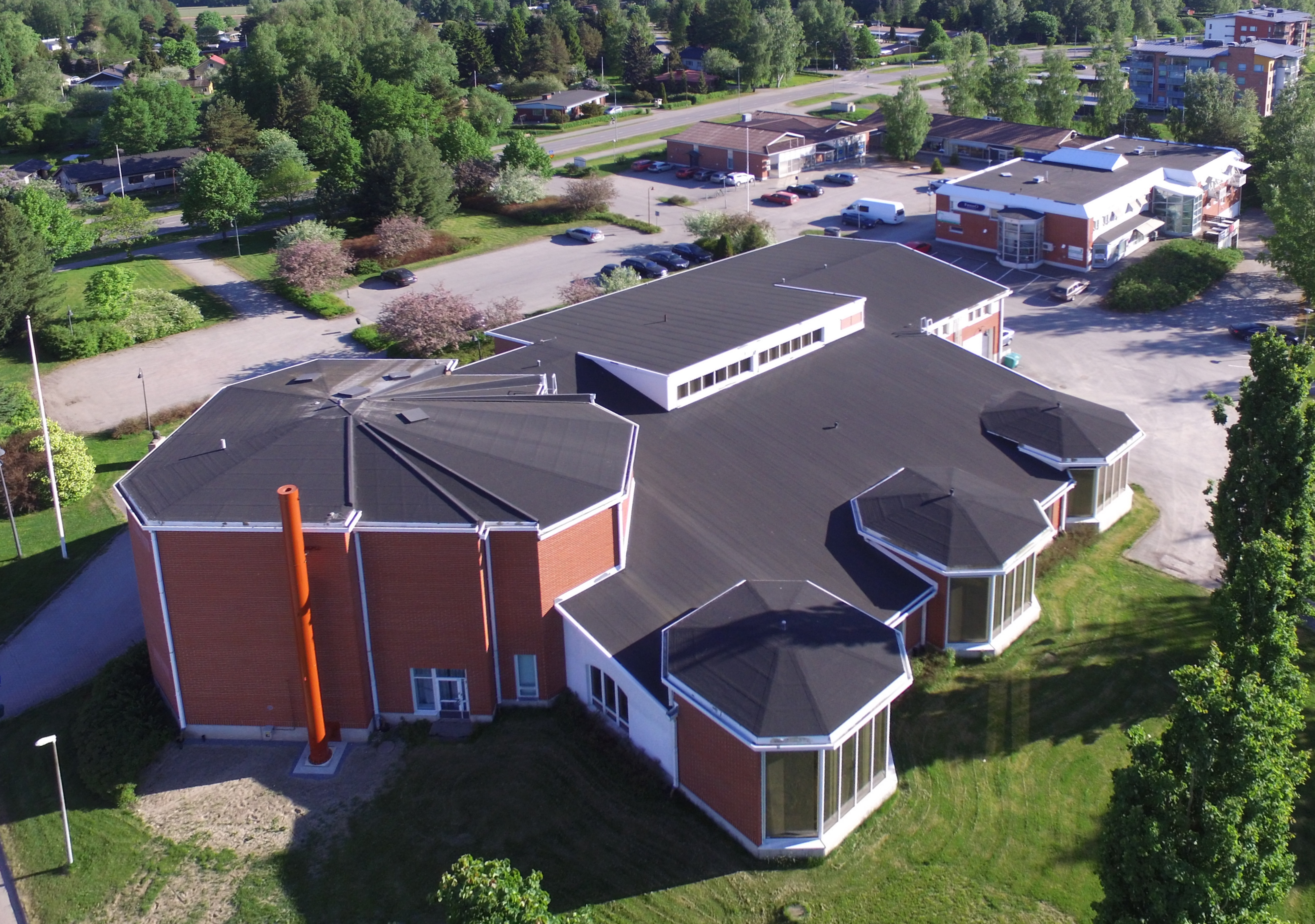
Juteinitalo.
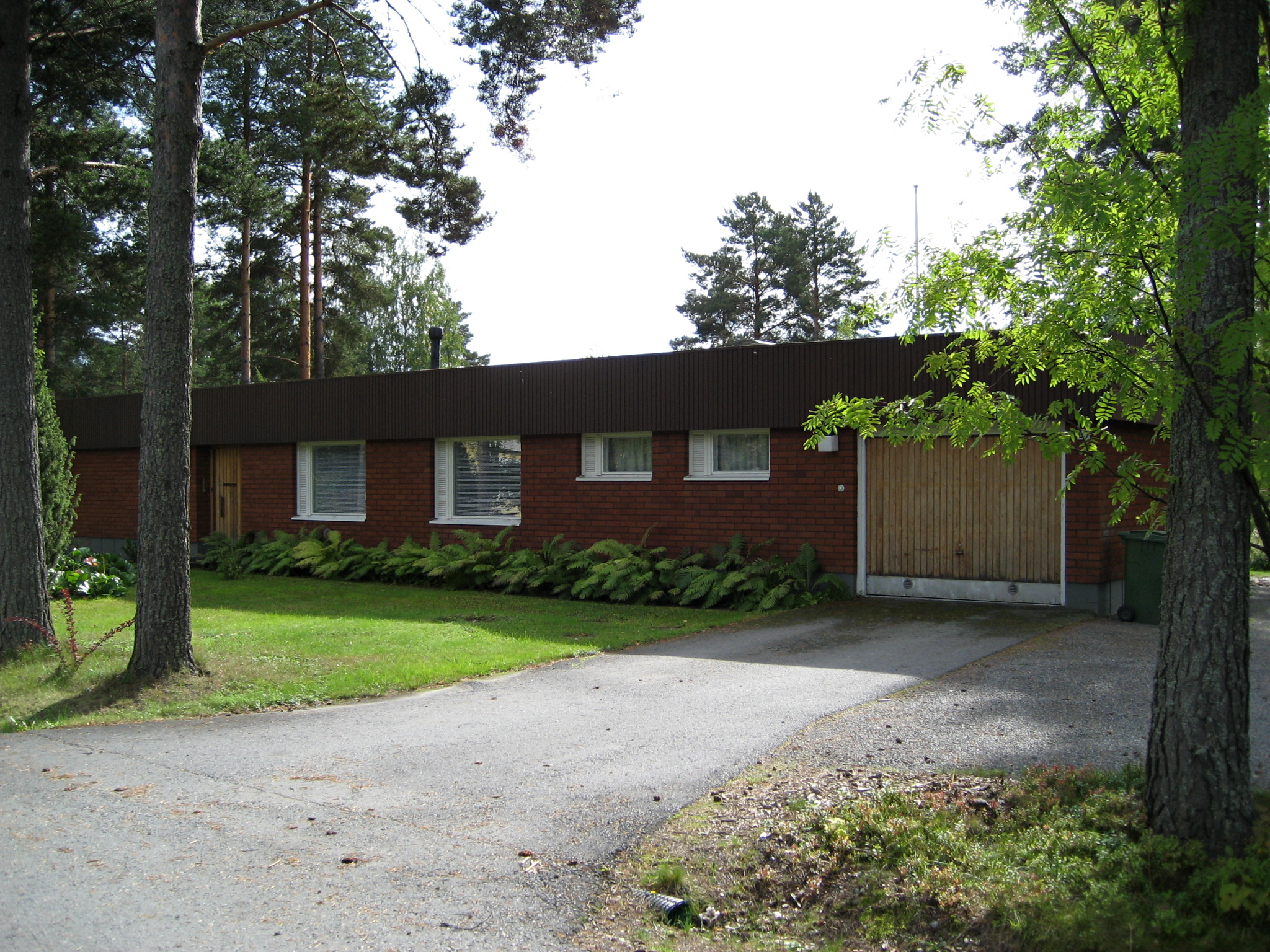
Maison d'Irwin Goodman à Hattula.
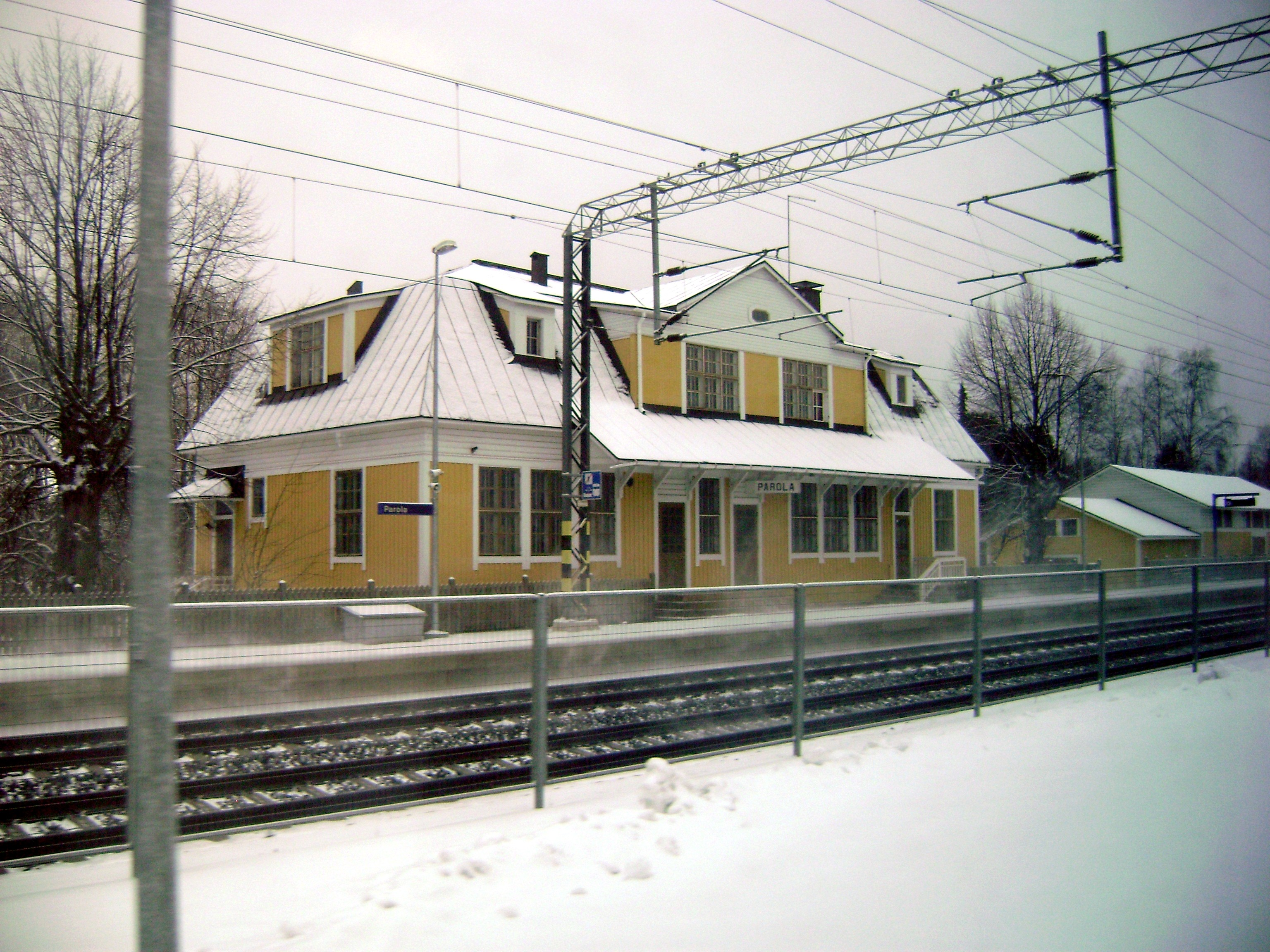
Gare de Parola (fi).
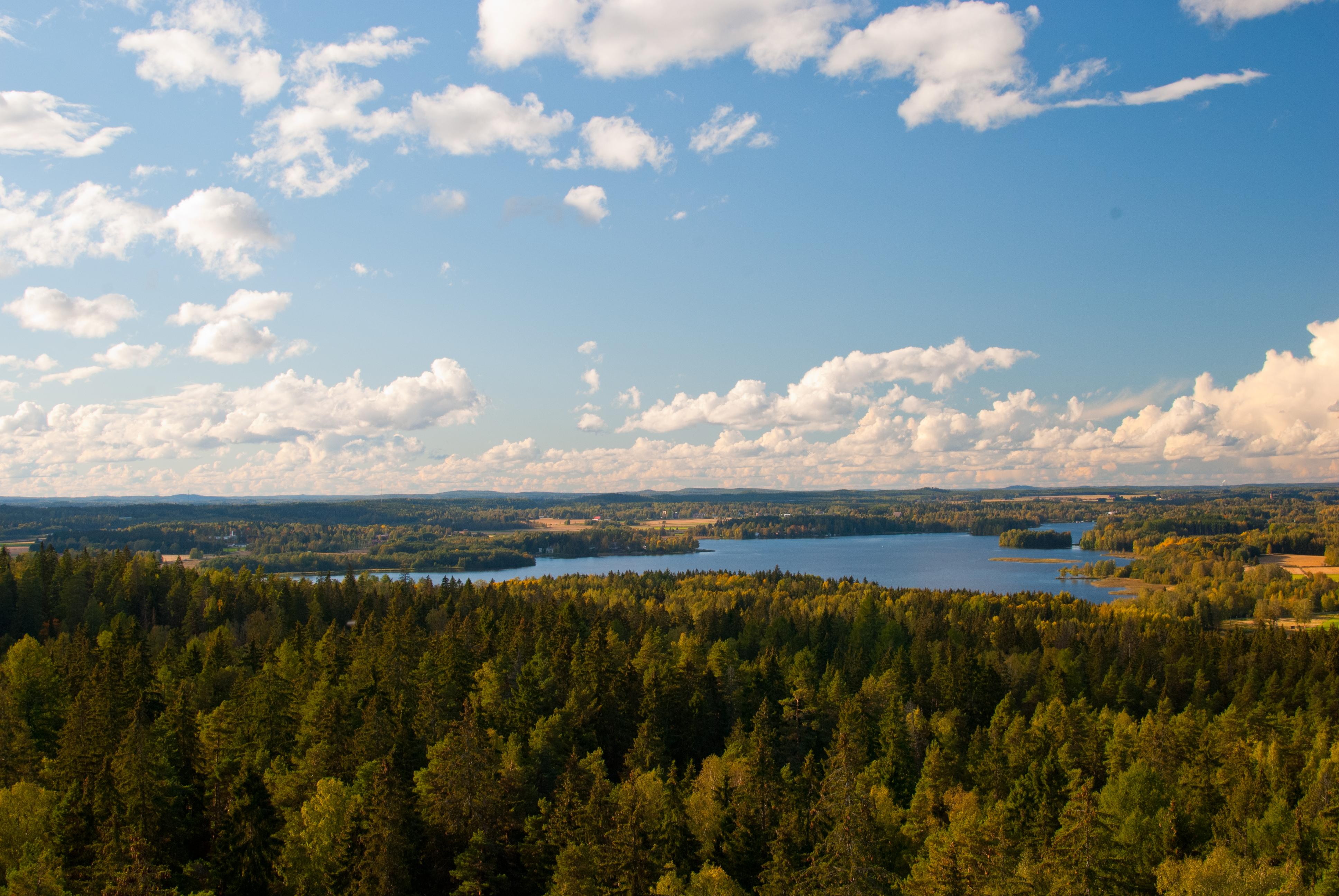
Vanajavesi

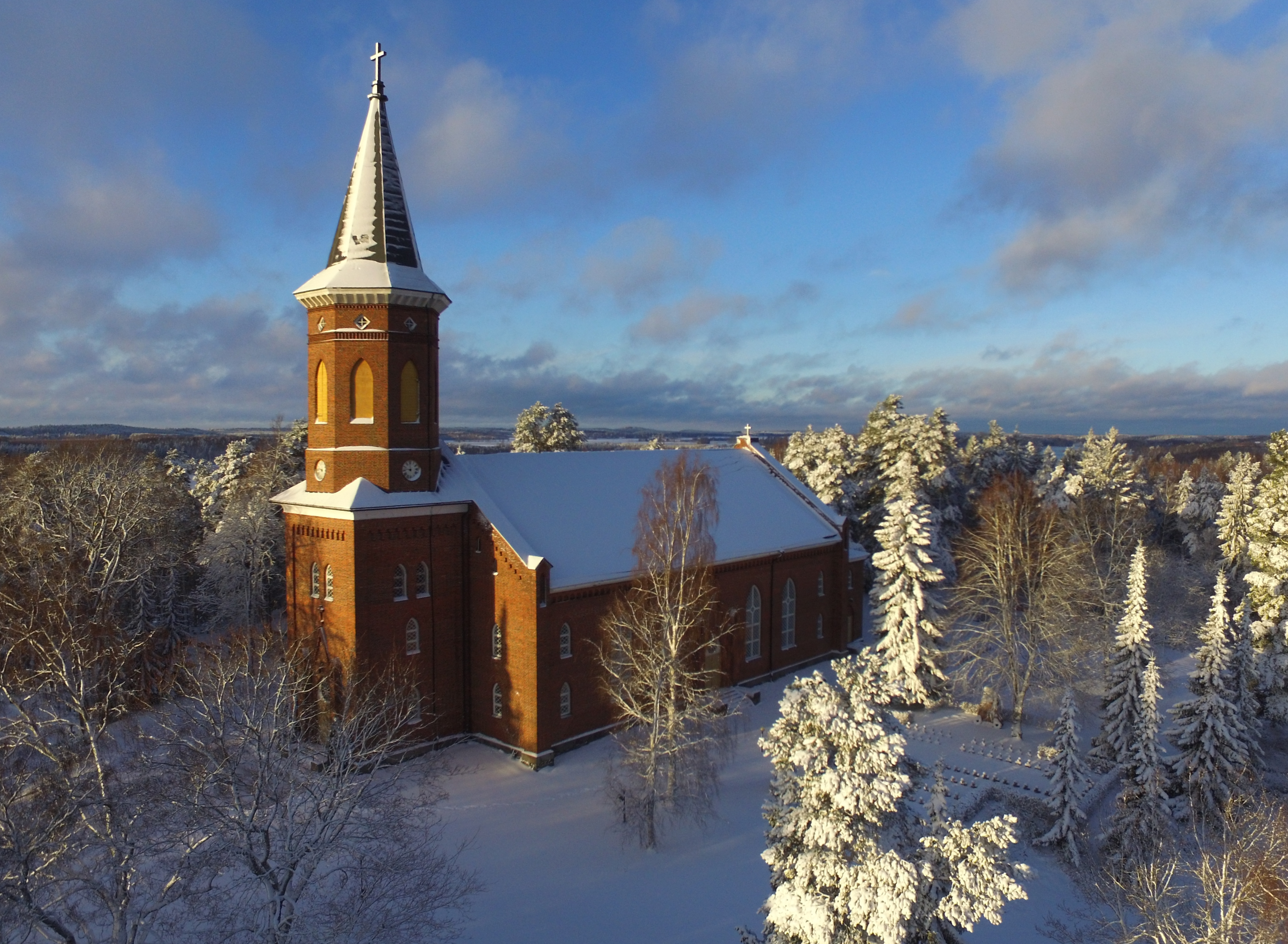
Nouvelle Église de Hattula.
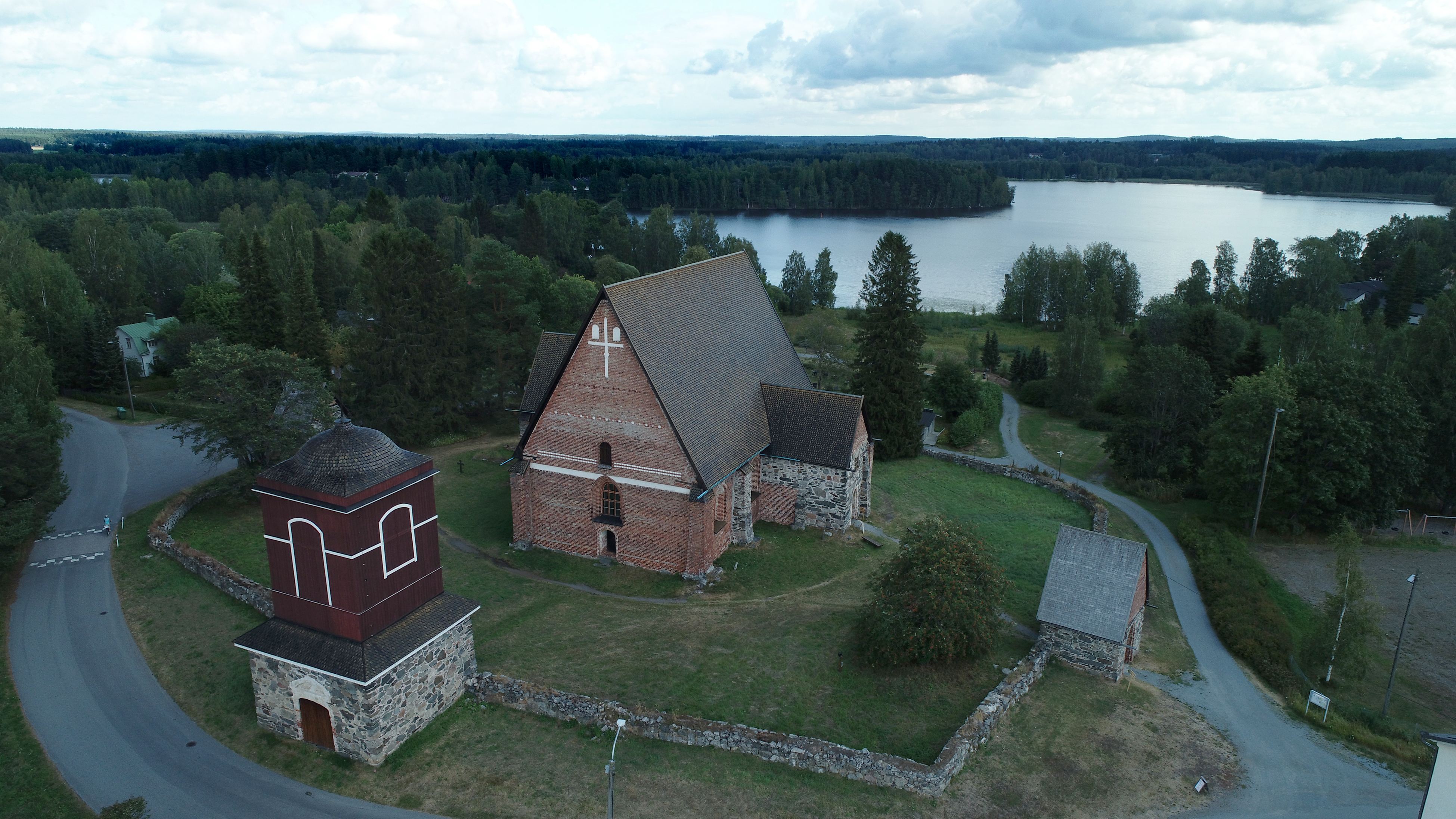
Église de la Sainte-Croix.
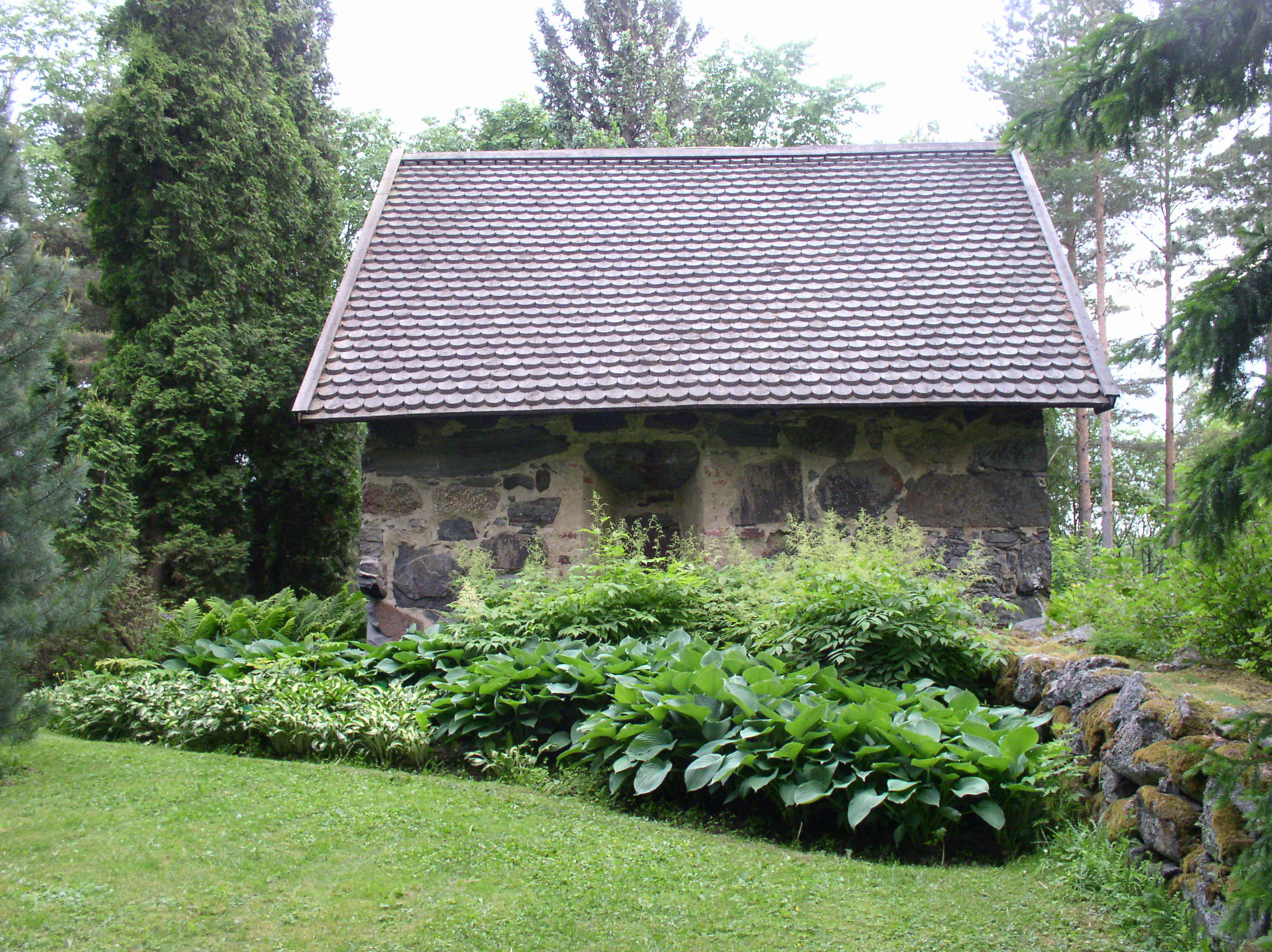
Sacristie de Tyrväntö.